# Лабанорас
Лабанорас (лит. Labanoras) — местечко в Швенчёнском районе Вильнюсского уезда Литвы, административный центр Лабанорского староства. Расположено у Лабанорского озера и окружено крупнейшим в Литве региональным парком Лабанорас. Как центр парка, местечко привлекает туристов. 
В 2003 году в здании бывшей школы были открыты отель и ресторан. Согласно переписи населения Литвы 2011 года в местечке проживало 59 жителей.

## История
Альтернативные названия поселения: Лабонары, Лабаноро, пол. Łabonary и идиш Labanore‎.
Поселение известно с 1373 года. В 1386 году великий князь Ягайло подарил Лабанорас с другими населёнными пунктами новоучреждённой Вильнюсской епархии. В 1965 году у городского кладбища было найдено около 470 монет. Клад содержал пражские гроши, отчеканенные Карлом IV (1316—1378) и Вацлавом IV (1361—1419), а также ранние монеты Великого княжества Литовского времён Витовта (1350—1430) и Казимира IV (1427—1492). Клад, предположительно, датируется 1470-ми гг. Первая церковь упоминается в 1522 году, фольварк в 1539 году, усадьба в 1568 году, приходская школа в 1781 году.
Во время Второй мировой войны, летом 1941 года, айнзатцгруппы и их литовские коллаборационисты убивали местное еврейское население.
Герб Лабанораса утверждён Декретом Президента Литовской Республики Д. Грибаускайте от 12 января 2011 года № 1К-585.

## Население
| 1846                                                                                           | 1866 | 1867* | 1923 | 1959 | 1970 | 1978 |
| ---------------------------------------------------------------------------------------------- | ---- | ----- | ---- | ---- | ---- | ---- |
| 132                                                                                            | 196  | 224   | 443  | 270  | 253  | 223  |
| 1979                                                                                           | 1985 | 1989  | 2001 | 2005 | 2011 | -    |
| 186                                                                                            | 171  | 134   | 75   | 74   | 59   | -    |
| - * по году выпуска энциклопедии. Год, за который данные содержатся в энциклопедии, не указан. |      |       |      |      |      |      |
| Гистограмма динамики населения                                                                 |      |       |      |      |      |      |

## Достопримечательности
Чудотворная икона Божьей Матери впервые упоминается в 1655 году. Деревянная католическая церковь была построена в 1820 году, сгорела в декабре 2009 года. Под сожжённым алтарём были найдены 1017 немецких, российских и литовских монет. В настоящее время храм восстановлен за счёт частных пожертвований и средств, выделенных правительством. Рядом с храмом находится колокольня XIX века, в которой размещён небольшой церковный музей.
В центре посетителей регионального парка имеется экспозиция, которая демонстрирует природные и культурные ценности леса Лабанорас.